# Kamenec (Gratzener Gebirge)
Der Kamenec (deutsch Steinberg) ist mit 1072 m der höchste Berg im tschechischen Teil des Gratzener Berglands (Novohradské hory, österreichischerseits Freiwald genannt).

## Lage und Landschaft
Der Kamenec befindet sich drei Kilometer südwestlich von Pohoří na Šumavě im Südosten des Okres Český Krumlov. In 400 m Entfernung vom Gipfel verläuft am West- und Südhang die Grenze zu Österreich. Der nordwestliche Nebengipfel Schwarze Mauer (1071 m ü. A.), der 1 km entfernt ist, liegt bereits in Österreich. Zwei weitere Nebengipfel des Massivs sind westlich der Haubenberg (1036 m ü. A.) und nordwestlich der Taufelberg (1042 m ü. A.).
Der Berg erhebt sich im Hauptkamm der Gratzener Berge, der hier sehr gewunden verläuft und etliche Gipfel um die 1000 Meter aufweist. Er folgt ostwärts etwa dem Grenzverlauf. Rund 2 km östlich befindet sich der Sepplberg (1004 m ü. A.) mit dem Dreiländereck zwischen Böhmen, Nieder- und Oberösterreich und der Quelle des Pohořský potok. Dann folgen Eichelberg (1054 m ü. A.) und Tischberg (1063 m ü. A.). Nördlich sind die Gratzener Berge morphologisch durch zwei nach Norden verlaufende Paralleltäler getrennt: während der Pohořský potok nordwärts zur Maltsch (Malše) entwässert, fließt die am Eichelberg entspringende Lainsitz halbkreisförmig um diesen herum und wendet sich dann nach Nordosten. Im Nordosten erhebt sich der Střední vrch (955 m n.m.).
Nach Westen liegt das Tal der obersten Maltsch mit den Orten Hacklbrunn und Unter Hüttenhof. Südlich schließt sich die Mulde Kalte Kuchl an, hinter der die Ortschaft Rosenhof mit Schloss und Teichen, und das Städtchen Sandl liegen. Diese Gegend entwässert zur Waldaist. Westlich der Passlandschaft von Sandl folgt der Viehberg (1112 m ü. A.).
Über die Kammlinie Viehberg – Haubenberg/Kamenec – Sepplberg verläuft die Wasserscheide zwischen der Elbe (Maltsch, Lainsitz) und der Donau (Feld- und Waldaist), die Europäische Hauptwasserscheide, während die österreichisch-tschechische Grenze über die Schwarze Mauer und die Maltsch nordwest- und dann westwärts führt.
Die Grenzelinie verläuft am West- und Südhang mit dem Eck zwischen Kamenec-Gipfel und Haubenberg.
Auf dem Granodioritgipfel befinden sich Felswälle und ein Vermessungspunkt.

## Geschichte
Die Gebiete nordöstlich gehörten zum böhmischen Gerichtsbezirk Gratzen, der, obschon weitgehend deutschsprachig, nach dem Zerfall der Habsburgermonarchie an die Tschechoslowakei kam. 300 m südwestlich des Gipfels liegen die Ruinen eines Gasthauses. Anderthalb Kilometer nördlich befand sich in 995 m ü. M. die abgekommene Ansiedlung Pavlina (Paulina), in der zwischen 1780 und 1850 eine Glashütte betrieben wurde. Sie wurde nach 1945 aufgelassen und die Fluren wieder beforstet; an den Ort erinnert nur noch ein Kreuz.
Heute verläuft hier der Nord-Süd-Weitwanderweg (05), Teil des Europäischen Fernwanderwegs E6, und gemeinsam der Nordwaldkammweg (105), der die historische österreichisch-böhmische Grenze darstellt. Er passiert den Kamenec südöstlich.